# Avanguardia Nazionale

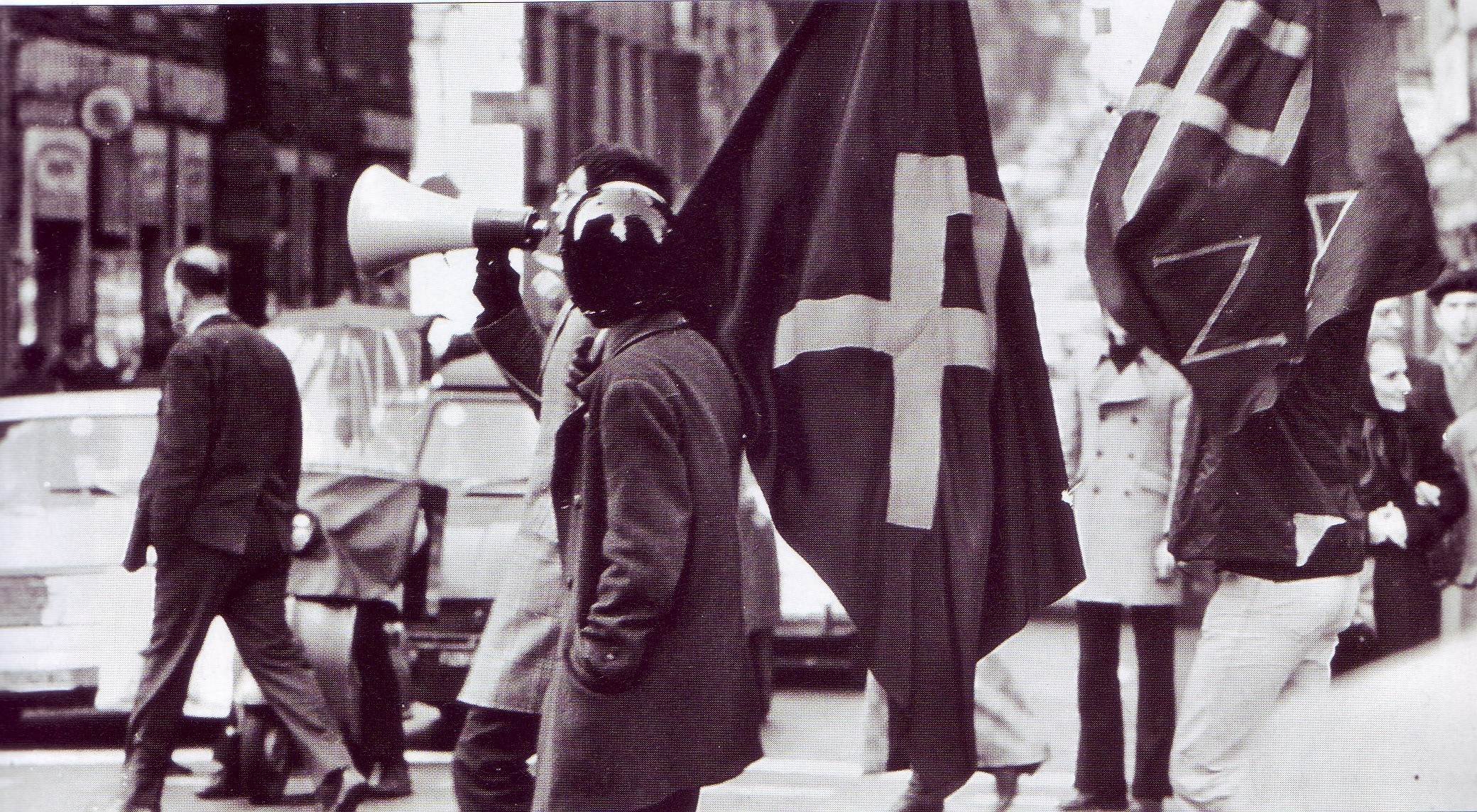
Membres de Avanguardia Nazionale à Rome en 1975

Avanguardia Nazionale (AN) était une organisation italienne néo-fasciste et nationaliste révolutionnaire, fondée le 25 avril 1960 par Stefano Delle Chiaie, officiellement dissoute en 1976 à la suite de la Loi Scelba,,,.

## Histoire du mouvement
Stefano Delle Chiaie a abandonné le Mouvement social italien en 1956 et, avec d'autres exilés, a rejoint le Centro Studi Ordine Nuovo de Pino Rauti. Au sein du mouvement, controversé avec les dirigeants, il fonde en 1958 les Groupes armés révolutionnaires (GAR), qui, malgré son nom, ne possèdent aucune arme et ne mènent aucune activité militaire, se proclamant au contraire en faveur d'une collision frontale avec le système démocratique, mener une campagne pour une abstention massive. L'Objectif le premier mouvement politique à inciter les électeurs à voter à la carte blanche. provoquant une certaine désorientation dans les secteurs (très restreints) de l’opinion publique qu’ils ont réussi à atteindre : en fait, il n’était pas encore clair si cette attitude était légale ou non.
Le mouvement, tout en restant formellement interne au mouvement de Pino Rauti, a contesté sa position adoptée à l’occasion des élections politiques de cette année-là, qui consistaient en la décision de ne participer en aucune manière à la compétition, dans une attitude de rejet dédaigneux de la démocratie par les moisissures évoluent purement.
Stefano Delle Chiaie et d’autres dirigeants ont été dénoncés à la police, une plainte qui a expiré parce que personne ne savait trop quel comportement adopter dans une telle affaire ni quelle accusation précise était portée contre eux.

### Avanguardia Nazionale Giovanile
Environ deux ans plus tard, en 1959, le détachement définitif eut lieu du Centro Studi Ordine Nuovo, en controverse avec Rauti, qui ne voulait pas créer le Centro Studi Ordine Nuovo en tant que mouvement politique Les GAR ont changé leur nom en Avanguardia Nazionale Giovanile.
Les affrontements avec les jeunes du PCI et le mouvement étudiant ont été constants. Le 25 avril 1964, à l'occasion de l'anniversaire de la libération, les militants de l'avant-garde nationale, criant « Le 25 avril, une pute est née », ont agressé la Maison des étudiants de Rome, faisant deux blessés. À l'été 1964, Stefano Delle Chiaie fut contacté par des émissaires présumés du général Giovanni De Lorenzo, alors commandant général du corps des carabiniers, dans le but de lancer le coup d'État connu sous le nom de Piano Solo, mais Avanguardia Nazionale, refuse sa participation. En 1965, Avanguardia Nazionale Giovanile, sous la pression d’enquêtes et de perquisitions par la police, décida de se retirer et les adhérents, sans toutefois rompre les liens qui les séparaient, participèrent, sous d’autres initiales, à l’expérience politique de la droite radicale comparable à ce qu’elle a été faite par le Centro Studi Ordine Nuovo.
En février 1966, les anciens militants d'Avanguardia Nazionale Giovanile participaient à l’opération «Manifestes chinois» consistant en l’affichage illégal d’affiches, qui malgré le nom qui faisait leur fortune glorifiaient en réalité l’Union soviétique stalinienne. Les affiches ont été signées par des groupes communistes staliniens italiens insaisissables. Ces affiches ont été écrites par le journaliste Giuseppe Bonanni, du Borghese. Vingt ans plus tard, interrogé par la commission d'enquête, Delle Chiaie révéla qu'AN était impliquée à son insu dans une opération réclamée par une organisation liée à la CIA et à certains milieux anticommunistes italiens.
Le 1er mars 1968, dans le cadre des premières manifestations étudiantes à Rome, Delle Chiaie se trouva dans la procession d'étudiants dirigeant le groupe romain de l'Avanguardia Nazionale dissoute, aux côtés des FUAN-Caravella et de Primula Goliardica. Lorsque le cortège est arrivé à Valle Giulia, la route a été bloquée par un cordon de police. La situation a rapidement dégénéré et Stefano Delle Chiaie a dirigé l'attaque contre la police qui a déclenché les affrontements connus sous le nom de Bataille de Valle Giulia. Avanguardia Nazionale a également été soutenue par des membres du FUAN et du MSI,. Encore célèbre aujourd'hui, l'affiche publiée par Feltrinelli sur les premiers affrontements qui se sont déroulés devant la Faculté d'architecture et de droit, dans laquelle les premières rangées sont composées de militants de l'Avanguardia Nazionale, toujours non officiellement reconstitués. Au premier rang, Stefano Delle Chiaie, les frères Di Luia et Mario Merlino, ainsi que de nombreux autres adhérents et militants de la Primula Goliardica, l'organisation universitaire de l'époque, sont reconnaissables.
Le 16 décembre 1969, Mario Merlino, ancien militant de l'AN infiltré parmi les anarchistes, a été arrêté avec cinq autres militants du cercle anarchiste le 22 mars pour avoir participé au Massacre de la Piazza Fontana. En 1970, le même Delle Chiaie décida de quitter le pays à l’étranger pour s’installer en Espagne. Le long processus judiciaire qui s’est achevé en 1987 a ensuite permis de constater l’extrême similitude des faits d’Avanguardia Nazionale et de Merlino.

### La refondation de 1970 et le coup d'État borghese
L'Avanguardia Nazionale Giovanile a été reconstituée en 1970, initialement sous la direction de Sandro Pisano, puis d'Adriano Tilgher, parallèlement au processus de réabsorption partielle de l'Ordine Nuovo dans le MSI, mais a pris le nouveau nom d'Avanguardia Nazionale. Stefano Delle Chiaie était accusé d’avoir pris part à la tentative de coup d’État de Borghèse en 1970, selon Athos De Luca membre de la commission des massacres, dans la nuit du 7 décembre 1970, il commandait l'unité composée de militants de l'Avanguardia Nazionale ayant pénétré au sein du ministère de l'Intérieur. Appelé au tribunal, il a affirmé être à l'étranger à cette époque, plus précisément à Barcelone,. En réalité, comme le révèle le rapport de Guido Paglia, Delle Chiaie présidait aux opérations de l'avant-garde :
« Le 7 décembre, Delle Chaie a terminé les derniers détails. Il répartit les tâches et confia à Flavio Campo les tâches de dynamite, se réservant celles relatives à l'action au ministère de l'Intérieur. Les membres d'Avanguardia Nazionale auraient été convoqués au siège le 18 du même 7. Ils devaient avoir une cinquantaine d'années et ils auraient été informés de leurs fonctions au dernier moment car très peu d'entre eux faisaient déjà partie de l'appareil clandestin. »
Selon Adriano Tilgher, ce jour-là, des noyaux d’avant-gardistes avaient réussi à pénétrer dans le Viminale et restaient cachés dans les bains où ils attendaient la fermeture des bureaux. À ce moment-là, ils avaient ouvert les portes et pénétré à l'intérieur d'un noyau plus vaste du Quadraro, alimenté par le MAB 38. Mais un contre-ordre entraîna l'échec de l'opération. Entre 1970 et 1971, de nombreux militants de l'Avanguardia Nazionale ont pris part au Moti di Reggio, établissant ainsi une corrélation avec le crime organisé calabrais. Dans le nord de l'Italie, de nombreux avant-gardistes, quels que soient les choix de l'AN, sont entrés en contact avec le Movimento d'Azione Rivoluzionaria de Carlo Fumagalli et se sont joints à eux. Le 4 novembre 1973, des avant-gardistes de Brescia ont détruit le siège du Parti socialiste italien en se faisant arrêter. Après cela, Tilgher résolut de fermer de nombreux bureaux en Lombardie.
« C'est ce qui promet des coups et des armes aux garçons, déjà en difficulté car ils vivent dans un état de guerre civile perpétuelle, et beaucoup le suivent. Après l'attaque de Brescia, nous nous rendons compte que la situation est devenue incontrôlable et nous avons donc décidé de fermer certains bureaux en Lombardie. »
(Adriano Tilgher)
Le 5 juin 1976, le tribunal de Rome condamna la plupart des dirigeants et des militants de l'Avanguardia Nazionale pour la reconstruction du parti fasciste dissous Adriano Tilgher au tribunal a tenté d'exonérer des militants en affirmant que la plupart des sections de l'AN étaient fermées depuis plus d'un an et que les seuls militants encore actifs étaient lui-même, Delle Chiaie, Cesare Perri et Stefano Migrone. Sur les soixante-quatre suspects, trente et un ont été condamnés à des peines inférieures à celles requises par le procureur général et l'autre acquittée.
Presque tout le monde a été immédiatement libéré de prison.
Le 7 juin 1976, après avoir convoqué une conférence de presse, Tilgher a dissous le mouvement anticipant la décision du ministère de l'Intérieur de mettre Avanguardia Nazionale hors la loi le lendemain

## Symbole et hymne
Le symbole de l'avant-garde nationale est l'Oþalan (« Rune d'Odal ») : contrairement à ce qui a été mal divulgué, il s'agit d'un losange dont les côtés inférieurs sont allongés et non allongés et tordus, comme pour le symbole de la division Waffen-SS SS-Gebirgs Division Prinz Eugen.
L'hymne de l'organisation est inspiré de la chanson Sui monti e sui mar, mise en musique sur l'air du Panzerlied, l'un des hymnes de la Wehrmacht.
| Texte original | Traduction |
| --- | --- |
| Svegliati Europa è l’ora di marciar La sovversione in campo a sgominar, dove è barbarie darem civiltà torna Europa a dominar dove è barbarie darem civiltà torna Europa a dominar. Alte nel cielo faremo sventolar Le nostre RUNE di AVANGUARDIA NAZIONAL di fede armati, la folgore in cuor, noi combattiam per la civiltà di fede armati la folgore in cuor, noi combattiam per la civiltà. Sui monti nel ciel sulle strade sul mar Leviamo nel sole la RUNA ideal Duro sarà il cammino ma con coraggio e con valore scagliamo i nostri cuori nella battaglia ancor. La pioggia ci bagna, ci arde alto il sol D'inverno il gelo ci morde aspro il cuor, ma saldi nel periglio, vita pro vitam exponimus e la divisa nostra è insegna di valor. In aspri cimenti le forze tempriam Tra rischi mortali la nostra via seguiam e in faccia al mondo vile splende la RUNA del valor Avanti AVANGUARDIA per la RIVOLUZION Avanti AVANGUARDIA, avanti avanti ancor. | Réveillez-vous en Europe, c'est le moment de marcher Subversion sur le terrain à vaincre, où la barbarie est la civilisation L'Europe revient à dominer où la barbarie est la civilisation L'Europe revient à dominer. Haut dans le ciel, nous allons agiter Nos RUNES NATIONALES AVANT-GARDE Armé de notre foi, la foudre dans nos cœurs, nous nous battons pour la civilisation de la foi armé des éclairs dans le cœur, nous nous battons pour la civilisation. Sur les montagnes dans le ciel sur les routes sur la mer Relevons la runa idéale au soleil Le voyage sera difficile mais avec courage et valeur nous jetons à nouveau nos cœurs dans la bataille. La pluie nous baigne, le soleil brûle En hiver, le froid mord notre cœur, mais ferme en périglio, vita pro vitam exponimus et notre uniforme est un signe de valeur. Les forces du tempriam sont déficientes Parmi les risques mortels, nous suivons notre chemin et à la face du monde infâme brille la runa de bravoure Avance AVANT-GARDE pour la REVOLUTION Avance AVANT-GARDE, encore une fois. |